# 日本の海底資源
日本の海底資源（にほんのかいていしげん）とは、日本近辺の海底に眠っている資源のことである。近年における技術の発展と調査によって、日本の領海・排他的経済水域（EEZ）の海底に金、銀、銅、亜鉛、鉛、石油、コバルト・リッチ・クラスト、メタンハイドレートなどの豊富なエネルギー資源や鉱物資源の存在が確認されている。

## 概要
日本の国土面積は、約37.8万km2で世界第60位であるが、日本政府が領有権を主張している領海・排他的経済水域（EEZ）は約447万km2となっており、世界第6位である。（日本国が島国のため）その領海・排他的経済水域（EEZ）に豊富なエネルギー資源や鉱物資源の存在が確認されている。

## 埋蔵量
海底資源の種別は、一般的に（1）海底石油・ガス（石油・天然ガス）、（2）熱水鉱床（金・銀・銅・亜鉛・鉛）、（3）ガスハイドレート（主にメタン）、（4）マンガン団塊（鉄・マンガン団塊、コバルト・リッチ・クラスト）に分けられている。
日本近海には、海底熱水鉱床、コバルト・リッチ・クラスト、メタンハイドレートに含まれる鉱物資源が豊富に存在しており、300兆円相当の製品価値があるとされている。
| 推定賦存量                                      | 回収想定量 | 製品価値 （2005年〜2007年の平均相場による試算） |
| ----------------------------------------------- | ---------- | ----------------------------------------------- |
| 海底熱水鉱床 7.5億トン（約200ヵ所）             | 4.5億トン  | メタル量：1.7億トン 地金価値：80兆円相当        |
| コバルト・リッチ・クラスト 24億トン（約5万km2） | 11億トン   | メタル量：2.2億トン 地金価値：100兆円相当       |
| メタンハイドレート 12.6兆m3（約5万km2）         | 4.1兆m3    | メタンガス：120兆円相当 （LNG熱量等価換算）     |

## 海洋資源探査技術実証計画
- 文部科学省
  - 有望海域（海底熱水鉱床：沖縄トラフ及び伊豆諸島・小笠原諸島海域、コバルト・リッチ・クラスト：南鳥島周辺海域）における無人探査機等による広域調査
  - 探査機、センサー等各種機器の実利用に伴う技術課題の抽出、高度化の検討
  - 海洋鉱物資源の成因等を明らかにし、戦略的探査手法を確立するための研究開発
- 経済産業省
  - 開発計画に基づくボーリング調査と海洋実証試験の調査結果を踏まえ、資源量評価を実施

## 海洋エネルギー資源開発促進日本海連合
2012年9月8日に海洋エネルギー資源開発促進日本海連合が日本海に面する1府9県によって設立された。日本海にあるとされるエネルギー資源の調査を行う。

## 大陸棚の延伸
沿岸から200海里を超えた排他的経済水域外にある「四国海盆海域」「小笠原海台海域」「南硫黄島海域」「沖大東海嶺南方海域」が日本の大陸棚として国連から認められた。これらの領域は国土面積の約8割に相当し、領域内での海底資源の採掘が可能となりレアメタル、コバルトリッチクラスト、メタンハイドレートが発見できる可能性が大きくなる。

## 海底資源の調査状況

### 渥美半島・志摩半島沖
愛知県の渥美半島や三重県の志摩半島沖で、石油天然ガス・金属鉱物資源機構（JOGMEC）によって海底の採掘が行われた。2012年2月15日に海洋研究開発機構の地球深部探査船「ちきゅう」がパイプを海底に下ろし作業を行った。そして3月12日に愛知県沖で作業をすすめた結果、メタンハイドレートを採掘しそこから天然ガスを生産することに世界で初めて成功した。

### 佐渡沖
新潟県の佐渡島沖では2013年4月14日から経済産業省が中心となって石油や天然ガスの調査が行われている。佐渡沖の海底の地形が石油や天然ガスのたまりやすい地層であることから調査が始められた。経済産業省のほかにJX日鉱日石開発と独立行政法人石油天然ガス・金属鉱物資源機構（JOGMEC）が調査に加わる。

### 沖縄本島沖
沖縄県沖では2010年9月から海洋研究開発機構が深さ1000メートルの所で海底を掘削調査を行った結果、レアメタルを含まれる物質の存在が確認された。

### 久米島沖
沖縄県久米島付近と鹿児島県沖永良部島周辺で産業技術総合研究所の研究チームが2012年8月から9月にかけて魚群探知機や音響測深機で海底を調査した結果、久米島周辺で海底熱水活動域があるのを発見し、その活動によってできるチムニーの破片と思われる試料を採取した。

### 南鳥島沖
2013年1月に海洋研究開発機構と東京大学の研究チームによって行われた調査で、南鳥島沖の海底の泥に濃度の高いレアアースが含まれることが確認された。

### 沖ノ鳥島沖
沖ノ鳥島周辺のレアメタルの存在を調査するため政府が岸壁などの調査用施設を建設する。

## 採算について
レアメタル、レアアースに関して、開発に費やした費用を回収するために採掘し市場に供給した場合資源価格の暴落を招くためペイしないとの意見がある。